# Париж — Люксембург
Париж — Люксембург (англ. Paris-Luxembourg) — шоссейная многодневная велогонка, с 1963 по 1970 год проводившаяся по маршруту между столицами Франции и Люксембурга. Гонка имела высшую категорию, что гарантировало участие лучших велогонщиков того времени. Последний выпуск 1970 года входил в календарь Супер Престижа Перно.

## Призёры
| Год  | Победитель      | Второй             | Третий                 |
| ---- | --------------- | ------------------ | ---------------------- |
| 1963 | Руди Альтиг     | Арман Десмет       | Раймон Пулидор         |
| 1964 | Рик Ван Лой     | Жан Стаблински     | Эдгард Соргелос        |
| 1965 | Жан Стаблински  | Гвидо Рейбрук      | Эдвард Селс            |
| 1966 | Aнaтoль Нoвак   | Хюб Харинг         | Винфрид Больке         |
| 1967 | Ян Янссен       | Жорж Ван Конингсло | Бернар Гюйо            |
| 1968 | Микеле Данчелли | Марино Бассо       | Феличе Джимонди        |
| 1969 | Эдди Меркс      | Феличе Джимонди    | Роже Де Вламинк        |
| 1970 | Эрик Де Вламинк | Гвидо Рейбрук      | Джачинто Сантамброджио |